# Santa Eulalia de Puigoriol
Santa Eulalia de Puigoriol (oficialmente y en catalán Santa Eulàlia de Puig-oriol) es una localidad que constituye la cabeza municipal de Llusá, en la comarca del Llusanés, provincia de Barcelona.

## Demografía
Cuenta en 2021 con una población de ciento ochenta habitantes, de los que ochenta y cinco son hombres y noventa y cinco, mujeres.

## Historia
La antigua iglesia de la población se halla documentada en el acta de consagración de la iglesia de Santa María de Llusá del año 905. Sin embargo, el núcleo de población se desarrolló básicamente durante los siglos XVIII y XIX alrededor de un camino ganadero.

## Comunicaciones
A Santa Eulalia de Puigoriol se accede por la carretera local BV-4342 que la conecta con Santa Creu de Jutglar o por la BV-4341 que la conecta con Llusá por el oeste y con San Quirico de Besora (enlazando con la BV-4654) por el este.

## Lugares de interés
- Iglesia de Santa Eulalia, del siglo XIX.
- Masía Puigoriol, del siglo XV.